# Desperate Housewives/Staffel 3
Dieser Artikel enthält alle Episoden der dritten Staffel der US-amerikanischen Dramedy-Serie Desperate Housewives, sortiert nach der US-amerikanischen Erstausstrahlung. Sie wurden vom 24. September 2006 bis zum 20. Mai 2007 auf dem US-amerikanischen Sender ABC gesendet. Die deutschsprachige Erstausstrahlung sendete der Schweizer Free-TV-Sender SRF zwei vom 5. März bis zum 13. August 2007.

## Folgenleiste
| Folgenleiste der Figuren aus Desperate Housewives | Folgenleiste der Figuren aus Desperate Housewives | Folgenleiste der Figuren aus Desperate Housewives | Folgenleiste der Figuren aus Desperate Housewives | Folgenleiste der Figuren aus Desperate Housewives | Folgenleiste der Figuren aus Desperate Housewives | Folgenleiste der Figuren aus Desperate Housewives | Folgenleiste der Figuren aus Desperate Housewives | Folgenleiste der Figuren aus Desperate Housewives | Folgenleiste der Figuren aus Desperate Housewives | Folgenleiste der Figuren aus Desperate Housewives | Folgenleiste der Figuren aus Desperate Housewives | Folgenleiste der Figuren aus Desperate Housewives | Folgenleiste der Figuren aus Desperate Housewives | Folgenleiste der Figuren aus Desperate Housewives | Folgenleiste der Figuren aus Desperate Housewives | Folgenleiste der Figuren aus Desperate Housewives | Folgenleiste der Figuren aus Desperate Housewives | Folgenleiste der Figuren aus Desperate Housewives | Folgenleiste der Figuren aus Desperate Housewives | Folgenleiste der Figuren aus Desperate Housewives | Folgenleiste der Figuren aus Desperate Housewives | Folgenleiste der Figuren aus Desperate Housewives | Folgenleiste der Figuren aus Desperate Housewives | Folgenleiste der Figuren aus Desperate Housewives | Folgenleiste der Figuren aus Desperate Housewives |
| Staffel 3                                         | Staffel 3                                         | Staffel 3                                         | Staffel 3                                         | Staffel 3                                         | Staffel 3                                         | Staffel 3                                         | Staffel 3                                         | Staffel 3                                         | Staffel 3                                         | Staffel 3                                         | Staffel 3                                         | Staffel 3                                         | Staffel 3                                         | Staffel 3                                         | Staffel 3                                         | Staffel 3                                         | Staffel 3                                         | Staffel 3                                         | Staffel 3                                         | Staffel 3                                         | Staffel 3                                         | Staffel 3                                         | Staffel 3                                         | Staffel 3                                         | Staffel 3                                         |
| Figur                                             | Darsteller                                        | 1 (48)                                            | 2 (49)                                            | 3 (50)                                            | 4 (51)                                            | 5 (52)                                            | 6 (53)                                            | 7 (54)                                            | 8 (55)                                            | 9 (56)                                            | 10 (57)                                           | 11 (58)                                           | 12 (59)                                           | 13 (60)                                           | 14 (61)                                           | 15 (62)                                           | 16 (63)                                           | 17 (64)                                           | 18 (65)                                           | 19 (66)                                           | 20 (67)                                           | 21 (68)                                           | 22 (69)                                           | 23 (70)                                           | Gesamt                                            |
| Hauptrollen                                       | Hauptrollen                                       | Hauptrollen                                       | Hauptrollen                                       | Hauptrollen                                       | Hauptrollen                                       | Hauptrollen                                       | Hauptrollen                                       | Hauptrollen                                       | Hauptrollen                                       | Hauptrollen                                       | Hauptrollen                                       | Hauptrollen                                       | Hauptrollen                                       | Hauptrollen                                       | Hauptrollen                                       | Hauptrollen                                       | Hauptrollen                                       | Hauptrollen                                       | Hauptrollen                                       | Hauptrollen                                       | Hauptrollen                                       | Hauptrollen                                       | Hauptrollen                                       | Hauptrollen                                       | Hauptrollen                                       |
| ------------------------------------------------- | ------------------------------------------------- | ------------------------------------------------- | ------------------------------------------------- | ------------------------------------------------- | ------------------------------------------------- | ------------------------------------------------- | ------------------------------------------------- | ------------------------------------------------- | ------------------------------------------------- | ------------------------------------------------- | ------------------------------------------------- | ------------------------------------------------- | ------------------------------------------------- | ------------------------------------------------- | ------------------------------------------------- | ------------------------------------------------- | ------------------------------------------------- | ------------------------------------------------- | ------------------------------------------------- | ------------------------------------------------- | ------------------------------------------------- | ------------------------------------------------- | ------------------------------------------------- | ------------------------------------------------- | ------------------------------------------------- |
| Susan Mayer                                       | Teri Hatcher                                      |                                                   |                                                   |                                                   |                                                   |                                                   |                                                   |                                                   |                                                   |                                                   |                                                   |                                                   |                                                   |                                                   |                                                   |                                                   |                                                   |                                                   |                                                   |                                                   |                                                   |                                                   |                                                   |                                                   | 23                                                |
| Lynette Scavo                                     | Felicity Huffman                                  |                                                   |                                                   |                                                   |                                                   |                                                   |                                                   |                                                   |                                                   |                                                   |                                                   |                                                   |                                                   |                                                   |                                                   |                                                   |                                                   |                                                   |                                                   |                                                   |                                                   |                                                   |                                                   |                                                   | 23                                                |
| Bree Hodge                                        | Marcia Cross                                      |                                                   |                                                   |                                                   |                                                   |                                                   |                                                   |                                                   |                                                   |                                                   |                                                   |                                                   |                                                   |                                                   |                                                   |                                                   | 1                                                 |                                                   |                                                   |                                                   |                                                   |                                                   |                                                   |                                                   | 17                                                |
| Gabrielle Solis                                   | Eva Longoria                                      |                                                   |                                                   |                                                   |                                                   |                                                   |                                                   |                                                   |                                                   |                                                   |                                                   |                                                   |                                                   |                                                   |                                                   |                                                   |                                                   |                                                   |                                                   |                                                   |                                                   |                                                   |                                                   |                                                   | 23                                                |
| Edie Britt                                        | Nicollette Sheridan                               |                                                   |                                                   |                                                   |                                                   |                                                   |                                                   |                                                   |                                                   |                                                   |                                                   |                                                   |                                                   |                                                   |                                                   |                                                   |                                                   |                                                   |                                                   |                                                   |                                                   |                                                   |                                                   |                                                   | 23                                                |
| Carlos Solis                                      | Ricardo Antonio Chavira                           |                                                   |                                                   |                                                   |                                                   |                                                   |                                                   |                                                   |                                                   |                                                   |                                                   |                                                   |                                                   |                                                   |                                                   |                                                   |                                                   |                                                   |                                                   |                                                   |                                                   |                                                   |                                                   |                                                   | 21                                                |
| Julie Mayer                                       | Andrea Bowen                                      |                                                   |                                                   |                                                   |                                                   |                                                   |                                                   |                                                   |                                                   |                                                   |                                                   |                                                   |                                                   |                                                   |                                                   |                                                   |                                                   |                                                   |                                                   |                                                   |                                                   |                                                   |                                                   |                                                   | 16                                                |
| Tom Scavo                                         | Doug Savant                                       |                                                   |                                                   |                                                   |                                                   |                                                   |                                                   |                                                   |                                                   |                                                   |                                                   |                                                   |                                                   |                                                   |                                                   |                                                   |                                                   |                                                   |                                                   |                                                   |                                                   |                                                   |                                                   |                                                   | 23                                                |
| Orson Hodge                                       | Kyle MacLachlan                                   |                                                   |                                                   |                                                   |                                                   |                                                   |                                                   |                                                   |                                                   |                                                   |                                                   |                                                   |                                                   |                                                   |                                                   |                                                   |                                                   |                                                   |                                                   |                                                   |                                                   |                                                   |                                                   |                                                   | 17                                                |
| Mary Alice Young                                  | Brenda Strong                                     |                                                   |                                                   |                                                   |                                                   |                                                   |                                                   |                                                   |                                                   |                                                   |                                                   |                                                   |                                                   |                                                   |                                                   |                                                   | 2                                                 |                                                   |                                                   |                                                   |                                                   |                                                   |                                                   |                                                   | 23                                                |
| Mike Delfino                                      | James Denton                                      |                                                   |                                                   |                                                   |                                                   |                                                   |                                                   |                                                   |                                                   |                                                   |                                                   |                                                   |                                                   |                                                   |                                                   |                                                   |                                                   |                                                   |                                                   |                                                   |                                                   |                                                   |                                                   |                                                   | 22                                                |
| Nebenrollen                                       |                                                   |                                                   |                                                   |                                                   |                                                   |                                                   |                                                   |                                                   |                                                   |                                                   |                                                   |                                                   |                                                   |                                                   |                                                   |                                                   |                                                   |                                                   |                                                   |                                                   |                                                   |                                                   |                                                   |                                                   |                                                   |
| Andrew van de Kamp                                | Shawn Pyfrom                                      |                                                   |                                                   |                                                   |                                                   |                                                   |                                                   |                                                   |                                                   |                                                   |                                                   |                                                   |                                                   |                                                   |                                                   |                                                   |                                                   |                                                   |                                                   |                                                   |                                                   |                                                   |                                                   |                                                   | 16                                                |
| Danielle van de Kamp                              | Joy Lauren                                        |                                                   |                                                   |                                                   |                                                   |                                                   |                                                   |                                                   |                                                   |                                                   |                                                   |                                                   |                                                   |                                                   |                                                   |                                                   |                                                   |                                                   |                                                   |                                                   |                                                   |                                                   |                                                   |                                                   | 13                                                |
| Austin McCann                                     | Josh Henderson                                    |                                                   |                                                   |                                                   |                                                   |                                                   |                                                   |                                                   |                                                   |                                                   |                                                   |                                                   |                                                   |                                                   |                                                   |                                                   |                                                   |                                                   |                                                   |                                                   |                                                   |                                                   |                                                   |                                                   | 11                                                |
| Preston Scavo                                     | Brent Kinsman                                     |                                                   |                                                   |                                                   |                                                   |                                                   |                                                   |                                                   |                                                   |                                                   |                                                   |                                                   |                                                   |                                                   |                                                   |                                                   |                                                   |                                                   |                                                   |                                                   |                                                   |                                                   |                                                   |                                                   | 14                                                |
| Porter Scavo                                      | Shane Kinsman                                     |                                                   |                                                   |                                                   |                                                   |                                                   |                                                   |                                                   |                                                   |                                                   |                                                   |                                                   |                                                   |                                                   |                                                   |                                                   |                                                   |                                                   |                                                   |                                                   |                                                   |                                                   |                                                   |                                                   | 13                                                |
| Parker Scavo                                      | Zane Huett                                        |                                                   |                                                   |                                                   |                                                   |                                                   |                                                   |                                                   |                                                   |                                                   |                                                   |                                                   |                                                   |                                                   |                                                   |                                                   |                                                   |                                                   |                                                   |                                                   |                                                   |                                                   |                                                   |                                                   | 16                                                |
| Gastrollen                                        |                                                   |                                                   |                                                   |                                                   |                                                   |                                                   |                                                   |                                                   |                                                   |                                                   |                                                   |                                                   |                                                   |                                                   |                                                   |                                                   |                                                   |                                                   |                                                   |                                                   |                                                   |                                                   |                                                   |                                                   |                                                   |
| Ian Hainsworth                                    | Dougray Scott                                     |                                                   |                                                   |                                                   |                                                   |                                                   |                                                   |                                                   |                                                   |                                                   |                                                   |                                                   |                                                   |                                                   |                                                   |                                                   |                                                   |                                                   |                                                   |                                                   |                                                   |                                                   |                                                   |                                                   | 18                                                |
| Karen McCluskey                                   | Kathryn Joosten                                   |                                                   |                                                   |                                                   |                                                   |                                                   |                                                   |                                                   |                                                   |                                                   |                                                   |                                                   |                                                   |                                                   |                                                   |                                                   |                                                   |                                                   |                                                   |                                                   |                                                   |                                                   |                                                   |                                                   | 14                                                |
| Kayla Huntington-Scavo                            | Rachel Fox                                        |                                                   |                                                   |                                                   |                                                   |                                                   |                                                   |                                                   |                                                   |                                                   |                                                   |                                                   |                                                   |                                                   |                                                   |                                                   |                                                   |                                                   |                                                   |                                                   |                                                   |                                                   |                                                   |                                                   | 12                                                |
| Penny Scavo                                       | Darien und Kerstin Pinkerton                      |                                                   |                                                   |                                                   |                                                   |                                                   |                                                   |                                                   |                                                   |                                                   |                                                   |                                                   |                                                   |                                                   |                                                   |                                                   |                                                   |                                                   |                                                   |                                                   |                                                   |                                                   |                                                   |                                                   | 12                                                |
| Alma Hodge                                        | Valerie Mahaffey                                  |                                                   |                                                   |                                                   |                                                   |                                                   |                                                   |                                                   |                                                   |                                                   |                                                   |                                                   |                                                   |                                                   |                                                   |                                                   |                                                   |                                                   |                                                   |                                                   |                                                   |                                                   |                                                   |                                                   | 7                                                 |
| Nora Huntington                                   | Kiersten Warren                                   |                                                   |                                                   |                                                   |                                                   |                                                   |                                                   |                                                   |                                                   |                                                   |                                                   |                                                   |                                                   |                                                   |                                                   |                                                   |                                                   |                                                   |                                                   |                                                   |                                                   |                                                   |                                                   |                                                   | 6                                                 |
| Monique Polier                                    | Kathleen York                                     | 3                                                 | 3                                                 |                                                   |                                                   |                                                   |                                                   |                                                   |                                                   |                                                   |                                                   |                                                   |                                                   |                                                   |                                                   |                                                   |                                                   |                                                   |                                                   |                                                   |                                                   |                                                   |                                                   |                                                   | 5                                                 |
| Carolyn Bigsby                                    | Laurie Metcalf                                    |                                                   |                                                   |                                                   |                                                   |                                                   |                                                   |                                                   |                                                   |                                                   |                                                   |                                                   |                                                   |                                                   |                                                   |                                                   |                                                   |                                                   |                                                   |                                                   |                                                   |                                                   |                                                   |                                                   | 4                                                 |
| Dr. Lee Craig                                     | Terry Bozeman                                     |                                                   |                                                   |                                                   |                                                   |                                                   |                                                   |                                                   |                                                   |                                                   |                                                   |                                                   |                                                   |                                                   |                                                   |                                                   |                                                   |                                                   |                                                   |                                                   |                                                   |                                                   |                                                   |                                                   | 3                                                 |
| Xiao-Mei                                          | Gwendoline Yeo                                    |                                                   |                                                   |                                                   |                                                   |                                                   |                                                   |                                                   |                                                   |                                                   |                                                   |                                                   |                                                   |                                                   |                                                   |                                                   |                                                   |                                                   |                                                   |                                                   |                                                   |                                                   |                                                   |                                                   | 2                                                 |
| Detective Ridley                                  | Ernie Hudson                                      |                                                   |                                                   |                                                   |                                                   |                                                   |                                                   |                                                   |                                                   |                                                   |                                                   |                                                   |                                                   |                                                   |                                                   |                                                   |                                                   |                                                   |                                                   |                                                   |                                                   |                                                   |                                                   |                                                   | 7                                                 |
| Reverend Sikes                                    | Dakin Matthews                                    |                                                   |                                                   |                                                   |                                                   |                                                   |                                                   |                                                   |                                                   |                                                   |                                                   |                                                   |                                                   |                                                   |                                                   |                                                   |                                                   |                                                   |                                                   |                                                   |                                                   |                                                   |                                                   |                                                   | 1                                                 |
| John Rowland                                      | Jesse Metcalfe                                    |                                                   |                                                   |                                                   |                                                   |                                                   |                                                   |                                                   |                                                   |                                                   |                                                   |                                                   |                                                   |                                                   |                                                   |                                                   |                                                   |                                                   |                                                   |                                                   |                                                   |                                                   |                                                   |                                                   | 1                                                 |
| Ida Greenberg                                     | Pat Crawford Brown                                |                                                   |                                                   |                                                   |                                                   |                                                   |                                                   |                                                   |                                                   |                                                   |                                                   |                                                   |                                                   |                                                   |                                                   |                                                   |                                                   |                                                   |                                                   |                                                   |                                                   |                                                   |                                                   |                                                   | 11                                                |
| Myron Katzburg                                    | Michael Durrel                                    |                                                   |                                                   |                                                   |                                                   |                                                   |                                                   |                                                   |                                                   |                                                   |                                                   |                                                   |                                                   |                                                   |                                                   |                                                   |                                                   |                                                   |                                                   |                                                   |                                                   |                                                   |                                                   |                                                   | 3                                                 |
| Harvey Bigsby                                     | Brian Kerwin                                      |                                                   |                                                   |                                                   |                                                   |                                                   |                                                   |                                                   |                                                   |                                                   |                                                   |                                                   |                                                   |                                                   |                                                   |                                                   |                                                   |                                                   |                                                   |                                                   |                                                   |                                                   |                                                   |                                                   | 2                                                 |
| Detective Collins                                 | David Fabrizio                                    |                                                   |                                                   |                                                   |                                                   |                                                   |                                                   |                                                   |                                                   |                                                   |                                                   |                                                   |                                                   |                                                   |                                                   |                                                   |                                                   |                                                   |                                                   |                                                   |                                                   |                                                   |                                                   |                                                   | 2                                                 |
| Tish Atherton                                     | Jill Brennan                                      |                                                   |                                                   |                                                   |                                                   |                                                   |                                                   |                                                   |                                                   |                                                   |                                                   |                                                   |                                                   |                                                   |                                                   |                                                   |                                                   |                                                   |                                                   |                                                   |                                                   |                                                   |                                                   |                                                   | 1                                                 |
| Art Shepard                                       | Matt Roth                                         |                                                   |                                                   |                                                   |                                                   |                                                   |                                                   |                                                   |                                                   |                                                   |                                                   |                                                   |                                                   |                                                   |                                                   |                                                   |                                                   |                                                   |                                                   |                                                   |                                                   |                                                   |                                                   |                                                   | 4                                                 |
| Gloria Hodge                                      | Dixie Carter                                      |                                                   |                                                   |                                                   |                                                   |                                                   |                                                   |                                                   |                                                   |                                                   |                                                   |                                                   |                                                   |                                                   |                                                   |                                                   |                                                   |                                                   |                                                   |                                                   |                                                   |                                                   |                                                   |                                                   | 7                                                 |
| Vern                                              | Alec Mapa                                         |                                                   |                                                   |                                                   |                                                   |                                                   |                                                   |                                                   |                                                   |                                                   |                                                   |                                                   |                                                   |                                                   |                                                   |                                                   |                                                   |                                                   |                                                   |                                                   |                                                   |                                                   |                                                   |                                                   | 4                                                 |
| Alberta Fromme                                    | Betty Murphy                                      |                                                   |                                                   |                                                   |                                                   |                                                   |                                                   |                                                   |                                                   |                                                   |                                                   |                                                   |                                                   |                                                   |                                                   |                                                   |                                                   |                                                   |                                                   |                                                   |                                                   |                                                   |                                                   |                                                   | 1                                                 |
| Karl Mayer                                        | Richard Burgi                                     |                                                   |                                                   |                                                   |                                                   |                                                   |                                                   |                                                   |                                                   |                                                   |                                                   |                                                   |                                                   |                                                   |                                                   |                                                   |                                                   |                                                   |                                                   |                                                   |                                                   |                                                   |                                                   |                                                   | 1                                                 |
| Rebecca Shepard                                   | Jennifer Dundas                                   |                                                   |                                                   |                                                   |                                                   |                                                   |                                                   |                                                   |                                                   |                                                   |                                                   |                                                   |                                                   |                                                   |                                                   |                                                   |                                                   |                                                   |                                                   |                                                   |                                                   |                                                   |                                                   |                                                   | 2                                                 |
| Mona Clarke                                       | Maria Cominis                                     |                                                   |                                                   |                                                   |                                                   |                                                   |                                                   |                                                   |                                                   |                                                   |                                                   |                                                   |                                                   |                                                   |                                                   |                                                   |                                                   |                                                   |                                                   |                                                   |                                                   |                                                   |                                                   |                                                   | 1                                                 |
| Paul Young                                        | Mark Moses                                        |                                                   |                                                   |                                                   |                                                   |                                                   |                                                   |                                                   |                                                   |                                                   |                                                   |                                                   |                                                   |                                                   |                                                   |                                                   |                                                   |                                                   |                                                   |                                                   |                                                   |                                                   |                                                   |                                                   | 3                                                 |
| Zach Young                                        | Cody Kasch                                        |                                                   |                                                   |                                                   |                                                   |                                                   |                                                   |                                                   |                                                   |                                                   |                                                   |                                                   |                                                   |                                                   |                                                   |                                                   |                                                   |                                                   |                                                   |                                                   |                                                   |                                                   |                                                   |                                                   | 4                                                 |
| Ms. Voorhees                                      | Dale Waddington                                   |                                                   |                                                   |                                                   |                                                   |                                                   |                                                   |                                                   |                                                   |                                                   |                                                   |                                                   |                                                   |                                                   |                                                   |                                                   |                                                   |                                                   |                                                   |                                                   |                                                   |                                                   |                                                   |                                                   | 2                                                 |
| Ed Ferrara                                        | Currie Graham                                     |                                                   |                                                   |                                                   |                                                   |                                                   |                                                   |                                                   |                                                   |                                                   |                                                   |                                                   |                                                   |                                                   |                                                   |                                                   |                                                   |                                                   |                                                   |                                                   |                                                   |                                                   |                                                   |                                                   | 1                                                 |
| Victor Lang                                       | John Slattery                                     |                                                   |                                                   |                                                   |                                                   |                                                   |                                                   |                                                   |                                                   |                                                   |                                                   |                                                   |                                                   |                                                   |                                                   |                                                   |                                                   |                                                   |                                                   |                                                   |                                                   |                                                   |                                                   |                                                   | 7                                                 |
| Rex van de Kamp                                   | Steven Culp                                       |                                                   |                                                   |                                                   |                                                   |                                                   |                                                   |                                                   |                                                   |                                                   |                                                   |                                                   |                                                   |                                                   |                                                   |                                                   |                                                   |                                                   |                                                   |                                                   |                                                   |                                                   |                                                   |                                                   | 1                                                 |
| Travers McLain                                    | Jake Cherry                                       |                                                   |                                                   |                                                   |                                                   |                                                   |                                                   |                                                   |                                                   |                                                   |                                                   |                                                   |                                                   |                                                   |                                                   |                                                   |                                                   |                                                   |                                                   |                                                   |                                                   |                                                   |                                                   |                                                   | 5                                                 |
| Rick Coletti                                      | Jason Gedrick                                     |                                                   |                                                   |                                                   |                                                   |                                                   |                                                   |                                                   |                                                   |                                                   |                                                   |                                                   |                                                   |                                                   |                                                   |                                                   |                                                   |                                                   |                                                   |                                                   |                                                   |                                                   |                                                   |                                                   | 4                                                 |
| Jordana Geist                                     | Stacey Travis                                     |                                                   |                                                   |                                                   |                                                   |                                                   |                                                   |                                                   |                                                   |                                                   |                                                   |                                                   |                                                   |                                                   |                                                   |                                                   |                                                   |                                                   |                                                   |                                                   |                                                   |                                                   |                                                   |                                                   | 1                                                 |
| Lillian Simms                                     | Ellen Geer                                        |                                                   |                                                   |                                                   |                                                   |                                                   |                                                   |                                                   |                                                   |                                                   |                                                   |                                                   |                                                   |                                                   |                                                   |                                                   |                                                   |                                                   |                                                   |                                                   |                                                   |                                                   |                                                   |                                                   | 1                                                 |
| Milton Lang                                       | Mike Farrell                                      |                                                   |                                                   |                                                   |                                                   |                                                   |                                                   |                                                   |                                                   |                                                   |                                                   |                                                   |                                                   |                                                   |                                                   |                                                   |                                                   |                                                   |                                                   |                                                   |                                                   |                                                   |                                                   |                                                   | 1                                                 |
| Pfarrer                                           | Steve Tyler                                       |                                                   |                                                   |                                                   |                                                   |                                                   |                                                   |                                                   |                                                   |                                                   |                                                   |                                                   |                                                   |                                                   |                                                   |                                                   |                                                   |                                                   |                                                   |                                                   |                                                   |                                                   |                                                   |                                                   | 1                                                 |
| Stella Wingfield                                  | Polly Bergen                                      |                                                   |                                                   |                                                   |                                                   |                                                   |                                                   |                                                   |                                                   |                                                   |                                                   |                                                   |                                                   |                                                   |                                                   |                                                   |                                                   |                                                   |                                                   |                                                   |                                                   |                                                   |                                                   |                                                   | 1                                                 |
| Figur                                             | Darsteller                                        | 1 (48)                                            | 2 (49)                                            | 3 (50)                                            | 4 (51)                                            | 5 (52)                                            | 6 (53)                                            | 7 (54)                                            | 8 (55)                                            | 9 (56)                                            | 10 (57)                                           | 11 (58)                                           | 12 (59)                                           | 13 (60)                                           | 14 (61)                                           | 15 (62)                                           | 16 (63)                                           | 17 (64)                                           | 18 (65)                                           | 19 (66)                                           | 20 (67)                                           | 21 (68)                                           | 22 (69)                                           | 23 (70)                                           | Gesamt                                            |

| Legende und Anmerkungen | Legende und Anmerkungen            |
| --- | ---------------------------------- |
| | Figur tritt auf                    |
| | Figur stirbt in dieser Folge       |
| | Figur tritt nur in Rückblenden auf |
| | Figur ist nur zu hören             |
| 1 Aufgrund des Schwangerschaftsurlaubs von Marcia Cross ist Bree in dieser Folge nur kurz zu sehen und wird von ihrem Double Carolyn Howard dargestellt. 2 Mary Alice kommentiert nur den Was-bisher-geschah-Teil. Die Folge wird von Rex van de Kamp kommentiert. 3 Man sieht lediglich Teile der Leiche. |                                    |

## Episoden
| Nr. (ges.) | Nr. (St.) | Deutscher Titel             | Originaltitel                     | Erstausstrahlung USA | Deutschsprachige Erstausstrahlung (CH) | Regie                               | Drehbuch                                 |
| --- | --------- | --------------------------- | --------------------------------- | -------------------- | -------------------------------------- | ----------------------------------- | ---------------------------------------- |
| 48 | 1         | Der große Regen             | Listen to the Rain on the Roof    | 24. Sep. 2006        | 5. März 2007                           | Larry Shaw                          | Jeff Greenstein, Marc Cherry             |
| Der Staffelpilot zeigt Alma Hodge, wie sie versucht ihren Mann Orson ohne dessen Wissen zu verlassen. Jedoch bemerkt dieser Almas Vorhaben. Seither wurde Alma nicht mehr gesehen. Sechs Monate sind inzwischen vergangen. Mike liegt seit dem Attentat im Koma und wird von Susan gepflegt. Im Krankenhaus lernt Susan Ian kennen, der ebenfalls mit dem gleichen Leid geplagt ist. Als Ian sie um eine Verabredung bittet, ist Susan verunsichert. Bree kommt mit Orson Hodge zusammen. Schon nach kurzer Zeit haben beide vor zu heiraten. Auf der Hochzeitsfeier bekommt Bree jedoch Besuch von Orsons alter Nachbarin Carolyn Bigsby, die Bree verunsichert und erzählt, dass Orson seine Ex-Frau getötet haben soll. Gabrielle ist es leid, Xiao-Mei zu bedienen, die mit der Länge der Schwangerschaft immer aufmüpfiger geworden ist. Carlos ist inzwischen ausgezogen und wohnt in einem Motel. Lynette verträgt es nicht, dass Nora sich als Mutter ihrer Stieftochter zu sehr in ihr Leben drängt. Edie versucht verzweifelt sowohl Paul Youngs Haus als auch das Haus der Applewhites zu verkaufen, jedoch ist dies nicht allzu einfach, da die Geschichten, die sich dort abspielten, beängstigend sind. Karen McCluskey erschwert zudem Edies Verkaufspläne.                                                |           |                             |                                   |                      |                                        |                                     |                                          |
| 49 | 2         | Das perfekte Paar           | It Takes Two                      | 1. Okt. 2006         | 12. März 2007                          | David Grossman                      | Jenna Bans, Kevin Murphy                 |
| Brees und Orsons Hochzeit steht an. Als Susan von Carolyn erfährt, dass Orson sämtliche DNA seiner Ehefrau vernichtet hat, wird sie unsicher und berichtet Bree davon. Trotz Bedenken heiratet Bree Orson. Noch während der Feier werden sie jedoch von Detective Ridley gefragt, ob sich hinter der Leiche, die gefunden wurde, Alma versteckt. Dies ist nicht der Fall, jedoch ist dies Monique, die Orson kennt, es jedoch nicht zugibt. Susan hat immer noch große Bedenken, eine Beziehung mit Ian einzugehen. Xiao-Meis Fruchtblase platzt auf Brees Hochzeitsfeier. Nach der Entbindung müssen Gabrielle und Carlos feststellen, dass das Sperma, das Xiao-Mei zugeführt wurde, vertauscht wurde. Lynette ist verzweifelt, als sie erfährt, dass Nora sich von ihrem Freund getrennt hat und somit viel mehr Zeit mit ihr verbringen wird. Also versucht Lynette sie mit Carlos zu verkuppeln, was Gabrielle sehr missfällt. Edies Neffe Austin kommt zu Besuch, nachdem er sich mit seinem Stiefvater gestritten hat. Edie schlägt ihm vor, vorübergehend bei ihr zu wohnen. Schon bald macht Austin Bekanntschaft mit Julie Mayer. |           |                             |                                   |                      |                                        |                                     |                                          |
| 50 | 3         | Ein Wochenende auf dem Land | A Weekend in the Country          | 8. Okt. 2006         | 19. März 2007                          | Wendey Stanzler                     | Bob Daily                                |
| Susan verbringt ein Wochenende mit Ian in seiner Berghütte. Anfangs haben beide Schwierigkeiten, miteinander umzugehen, doch schließlich beginnen sie miteinander zu schlafen. Währenddessen wacht Mike im Krankenhaus im Beisein von Edie auf, die eigentlich nur ihren CD-Player zurückholen wollte. Julie nähert sich weiter an Austin heran. Bree sagt ihre Flitterwochen kurzfristig ab, nachdem sie durch eine Reportage erfahren hat, dass Andrew als Obdachloser haust und als Stricher seinen Lebensunterhalt verdient. Sie sucht ihn auf, doch Andrew schottet sich von seiner Mutter ab. Als Orson Kontakt mit Andrew aufnimmt, kann er ihn dazu bringen, zurück nach Hause zu kommen. Gabrielle und Lynette freuen sich auf ihren Wellnessurlaub, doch muss Lynette diesen frühzeitig beenden, da Tom beim Camping mit den Kindern Rückenprobleme bekommen hat. Nora erschwert ihr die Fahrt zum Camp. Gabrielle beginnt daraufhin ihren Wellnessurlaub alleine zu gestalten und trifft im Hotel auf John, der sich zum reichen Geschäftsmann hochgearbeitet hat. Sie verbringen eine Nacht miteinander, danach begreift Gabrielle, dass John in festen Händen ist und sich nicht weiterhin auf eine Affäre einlassen will.                                                                                   |           |                             |                                   |                      |                                        |                                     |                                          |
| 51 | 4         | Die geheime Geschichte      | Like It Was                       | 15. Okt. 2006        | 26. März 2007                          | Larry Shaw                          | Joey Murphy, John Pardee                 |
| Nachdem Mike erwacht ist, hat er einen Gedächtnisverlust der letzten drei Jahre. Orson ist beruhigt darüber, dass Mike nichts mehr über das Attentat weiß. Edie startet eine Intrige und erzählt Mike Lügen über Susan. Als diese aus ihrem Urlaub zurückkommt und Mike besucht, weist er sie ab. Bree erfährt, dass Danielle eine Affäre mit ihrem Lehrer hat, und zweifelt an, warum sich ihre Kinder so querstellen. Gabrielle und Carlos liefern sich einen Rosenkrieg. Lynette leidet darunter, dass Parker sich im Baseball schlecht fühlt. Um ihrem Sohn zu helfen, geht Lynette zu weit. |           |                             |                                   |                      |                                        |                                     |                                          |
| 52 | 5         | Sabotage                    | Nice She Ain’t                    | 22. Okt. 2006        | 2. Apr. 2007                           | David Warren                        | Susan Nirah Jaffee, Alexandra Cunningham |
| Bree besticht den Lehrer von Danielle, die Affäre mit ihrer Tochter zu beenden. Bree hat Erfolg dabei. Susan merkt, dass Edie daran schuld ist, dass Mike solch ein falsches Bild von ihr hat. Als sie Mike in die Whisteria Lane entführt, wirkt Mike noch immer abweisend. Detective Ridley bekommt zudem heraus, dass die Leiche namens Monique Mikes Telefonnummer auf ihrer Hand stehen hatte. Gabrielle und Carlos versuchen sich gegenseitig eifersüchtig zu machen, nachdem Carlos wieder in ihr gemeinsames Haus eingezogen ist. Julie merkt, dass sie etwas für Austin empfindet. Nachdem Tom vorhat, eine Pizzeria zu eröffnen, redet Nora Lynette ins Gewissen, dass sie Tom davon abbringen will. Nora gibt sich später begeistert über Toms Plan, um Tom für sich zu gewinnen. |           |                             |                                   |                      |                                        |                                     |                                          |
| 53 | 6         | Die Beichte                 | Sweetheart, I Have to Confess     | 29. Okt. 2006        | 9. Apr. 2007                           | David Grossman                      | Dahvi Waller, Josh Senter                |
| Bree fürchtet um ihren guten Ruf im Country Club und versöhnt sich schließlich mit Carolyn Bigsby. Carolyn erzählt ihr bei einem gemeinsamen Essen von den Anzeigen wegen Körperverletzung, die Alma gegen Orson erstattet hat. Am gleichen Abend erfährt Orson, dass nicht nur er, sondern auch Harvey Bigsby eine Affäre mit Monique Polier hatte. Nachdem auf Moniques Leiche Mikes Telefonnummer identifiziert wurde, befragte die Polizei ihn. Kommissar Ridley nimmt Mike nicht ab, dass er unter Amnesie leidet. Nachdem Edie ihn verführt, hat Mike ein Déjà-vu und sieht Monique. Als Susan Mike mit Edie in flagranti erwischt, ist sie traurig und gibt Ian eine zweite Chance. Gabrielle und Carlos spielen mit unfairen Mitteln. Nachdem Tom Lynette gebeichtet hat, dass Nora ihn geküsst hat, macht Lynette ihr unmissverständlich klar, wer die Frau an Toms Seite ist. |           |                             |                                   |                      |                                        |                                     |                                          |
| 54 | 7         | Peng!                       | Bang!                             | 5. Nov. 2006         | 16. Apr. 2007                          | Larry Shaw                          | Joe Keenan                               |
| Lynette hat ein schlechtes Gewissen, als sie davon träumt, wie sie Mary Alice zum letzten Mal vor ihrem Selbstmord gesehen, aber nicht gemerkt hat, wie schlecht es Mary Alice gegangen ist. Nora setzt die Scavos in Kenntnis, dass sie mit Kayla die Stadt verlassen wird. Gabrielle bekriegt sich mit Carlos in ihrem Haus. Bree setzt Carolyn Bigsby darüber in Kenntnis, dass Harvey sie betrogen hat. Susan hat vor, mit Ian nach Frankreich zu fliegen, doch als sie erfährt, dass Julie mit Austin beim Klauen erwischt worden ist, verschiebt sie ihren Flug. Carolyn kommt schließlich in den Supermarkt und nimmt die Kunden als Geiseln. Unter den Kunden befinden sich Lynette, Nora, Julie, Austin, der neue Nachbar Art und Edie. Die Katastrophe wird im Fernsehen übertragen. Deshalb veranstaltet Bree, trotz des schlechten Gewissens, dass sie schuld am Amoklauf ist, ein Fernsehtreffen mit der Nachbarschaft. Carolyn schafft es nicht, Harvey zu ermorden, da er sich mit Edie in seinem Büro eingeschlossen hat. Als Carolyn mitbekommt, dass Nora sich an Lynettes Ehemann herangemacht hat, erschießt sie Nora. Als sie daraufhin Lynette erschießen will, verliert Carolyn dank Art die Waffe. Carolyn wird schließlich von einer anderen Kundin erschossen und die Geiseln werden befreit.   |           |                             |                                   |                      |                                        |                                     |                                          |
| 55 | 8         | Die Welt der Kinder         | Children and Art                  | 12. Nov. 2006        | 23. Apr. 2007                          | Wendy Stanzler                      | Jenna Bans, Kevin Etten                  |
| Susan bemerkt, wie ihre Tochter Julie ihr immer weiter entgleitet und in die Arme von Austin getrieben wird. Susan ist außerdem unglücklich über die Situation, dass Edie Mike so sehr überzeugt, seine Freundin zu sein, dass Mike dies zu glauben scheint. Bree nimmt Kontakt zu Orsons Mutter auf. Als sie Gloria zu sich einlädt, wird klar, dass Orson und Gloria ein Geheimnis haben, das Orsons Beziehung mit Bree auf die Probe stellen würde, wenn sie es herausfinden sollte. Daher lässt Orson seine Mutter gezwungenermaßen bei sich wohnen. Gabrielle nimmt Kontakt zu ihrer alten Modelagentur in New York auf und hat vor, dort einen beruflichen Wiedereinstieg zu beginnen, bis sie merkt, dass sie zu alt für die Modelbranche geworden ist. Nachdem Lynette aus dem Krankenhaus entlassen wurde, hilft Art ihr dabei, dass Parker mit den traumatischen Erlebnissen aus dem Supermarkt klarkommt. Als Lynette und Parker in Arts Haus eindringen, bemerkt Lynette ein Spielezimmer, in dem Art lauter halbnackte Jungen auf Bildern platziert hat. |           |                             |                                   |                      |                                        |                                     |                                          |
| 56 | 9         | Biester                     | Beautiful Girls                   | 19. Nov. 2006        | 30. Apr. 2007                          | David Grossman                      | Susan Nirah Jaffee, Dahvi Waller         |
| Susan verbringt einige Zeit in Ians Villa, sie muss sich mit seinem Butler herumschlagen, der stets loyal zu Jane war und Susan nicht respektiert. Bree und Orson beginnen eine Wohnung für Gloria zu suchen. Gloria konfrontiert Bree schließlich damit, dass Orson seine Ex-Frau Alma mit Monique Polier betrogen hat. Bree verlässt Orson. Gabrielle fängt an, Kindern das Modeln beizubringen, und erlebt eine bittere Enttäuschung, als die Eltern Gabrielle nicht mehr mit ihren Kindern zusammenhaben wollen, weil Gabrielle ihnen Bulimiegeschichten erzählt hat. Lynette leidet unter Paranoia, nachdem sie der festen Überzeugung ist, dass Art ein Pädophiler ist. Karen beginnt daraufhin, die Nachbarschaft über Arts Neigung in Kenntnis zu setzen. Mike vergräbt seinen Handwerkskoffer, als er merkt, dass damit Unrecht getan wurde, dabei wird er von Detective Ridley überrascht. |           |                             |                                   |                      |                                        |                                     |                                          |
| 57 | 10        | Eskalation                  | The Miracle Song                  | 26. Nov. 2006        | 7. Mai 2007                            | Larry Shaw                          | Bob Daily                                |
| Susan hilft Mike, der von der Polizei abgeführt wurde, dabei, seine Unschuld zu beweisen. Susan sucht eifrig Beweise, dass Orson Monique umgebracht hat. Bree und Orson starten hingegen einen Neuanfang und wollen Gloria rauswerfen. Gloria nimmt schließlich Kontakt mit Alma auf, die nicht wie vermutet tot ist. Gabrielle findet Gefallen an Bill Pearce, dem Vater einer Modelschülerin von Gabrielle. Nachdem Karen eifrig Mundpropaganda gegen Art veranstaltet hat, starten die Bewohner der Whisteria Lane eine Demonstration gegen Arts Pädophilie. Arts Schwester kommt daraufhin ins Krankenhaus. Sie stirbt und Lynette glaubt einen Fehler begangen zu haben. Sie entschuldigt sich bei Art, der ihr seine Neigungen offenbart und damit droht, ihren Kindern eines Tages etwas anzutun. Danach verschwindet Art aus der Whisteria Lane. |           |                             |                                   |                      |                                        |                                     |                                          |
| 58 | 11        | Unmoralische Absichten      | No Fits, No Fights, No Feuds      | 26. Nov. 2006        | 14. Mai 2007                           | Larry Shaw                          | Bob Daily                                |
| Alma taucht schließlich bei Bree auf, die ihren Freundinnen mit einem Abendessen beweist, dass Orson seine Exfrau nicht umgebracht hat. Um Mike zu beschützen, kontaktierte Susan die Polizei, dass Orson am Mord von Monique beteiligt gewesen ist. Sowohl Bree als auch Ian sind maßlos enttäuscht von Susan. Mike trifft im Gefängnis schließlich auf einen alten Bekannten, Paul Young. Bill beendet die Beziehung mit Gabrielle, als er merkt, dass Carlos noch eine große Rolle in Gabrielles Leben spielt. Carlos triumphiert. Kayla kommt zurück zu den Scavos, sie macht es Lynette sehr schwer und provoziert sie in allen möglichen Situationen. Während Julie sich dazu durchringt und endlich ihr erstes Mal mit Austin hat, hat dieser währenddessen schon eine Affäre mit Danielle. |           |                             |                                   |                      |                                        |                                     |                                          |
| 59 | 12        | Heimliche Liebschaften      | Not While I’m Around              | 21. Jan. 2007        | 21. Mai 2007                           | David Grossman                      | Kevin Etten, Kevin Murphy                |
| Susan erwischt Austin mit Danielle in flagranti und hat nun die schwere Aufgabe, dies ihrer Tochter mitzuteilen. Bree ist entsetzt darüber, dass Alma in ihre Nachbarschaft zieht. Bei einem Besuch bei Alma findet Bree einen Behälter mit Zähnen. Bree wird misstrauisch. Gabrielle entdeckt, dass sie einen Verehrer hat, der sie mit reichlichen Modeausstattungen beschenkt. Als Gabrielle merkt, dass es sich um Zach Young handelt, erleben sowohl Zach als auch Gabrielle eine bittere Enttäuschung. Lynette ist begeistert, was ihr Mann mit seinem Laden auf die Beine gestellt hat. Als Lynette ungefragt zu Hilfe eilt, ist Tom wütend. |           |                             |                                   |                      |                                        |                                     |                                          |
| 60 | 13        | Hinterlistig                | Come Play Wiz Me                  | 21. Jan. 2007        | 28. Mai 2007                           | Christian McLaughlin, Valerie Ahern | Larry Shaw                               |
| Susan leistet Ian Beistand, nachdem Jane verstorben ist. Bree ist entsetzt, als sie mitbekommt, dass Alma Orson vergewaltigt hat. Gabrielle trifft sich mit Zach, um Susan einen Gefallen zu tun, damit Mike aus dem Gefängnis freikommt. Zach trifft sich danach noch einmal mit Paul, jedoch gestattet er seinem Adoptivvater nicht den Wunsch, ihm Geld zu geben. Lynette stellt sich vor Ed krank, um in Toms Pizzeria auszuhelfen. Als Ed dies durch Kayla herausbekommt, droht er Lynette harte Konsequenzen an. Daraufhin kündigt Lynette bei Parcher & Murphy und will in Toms Pizzeria mithelfen. |           |                             |                                   |                      |                                        |                                     |                                          |
| 61 | 14        | Tödliche Vergangenheit      | I Remember That                   | 11. Feb. 2007        | 4. Juni 2007                           | David Warren                        | Joey Murphy, John Pardee                 |
| Susan erlebt die unangenehme Situation für sie, als sie auf Janes Trauerfeier vor allen als Ians neue Frau vorgestellt wird. Mike erinnert sich an die Einzelheiten der Tatnacht und sieht, wie Orson in Moniques Haus verweilte, in dem Mike Klempnerarbeiten durchführen sollte. Orson erzählt Bree schließlich das ganze Geheimnis. Bree ist entsetzt und stürzt kurze Zeit später aufgrund einer Falle von Gloria und muss im Krankenhaus behandelt werden. Außerdem sperrt Gloria Alma ein, die ihr droht zur Polizei zu gehen. Mike überrascht Orson schließlich auf dem Parkdeck des Krankenhauses. Bei einer Rangelei fällt Orson von dem Dach runter. Zach steuert gezielt Gabrielles Verabredungen, um Gabrielle ganz für sich zu haben. Tom wird von Edie gebeten, Austin bei sich einzustellen. Nachdem Lynette ihn jedoch mit Drogenkonsum erwischt, gelangt sie mit Tom in einen Machtstreit, ob Austin gefeuert werden soll. |           |                             |                                   |                      |                                        |                                     |                                          |
| 62 | 15        | Teuflisch                   | The Little Things You Do Together | 18. Feb. 2007        | 11. Juni 2007                          | David Grossman                      | Marc Cherry, Joe Keenan                  |
| Lynette und Tom sind glücklich über ihre Pizzeriaeröffnung. Ian entdeckt im Krankenhaus, dass Mike Susan ursprünglich einen Heiratsantrag machen wollte, und hält daraufhin auf Toms Pizzeriaeröffnung um Susans Hand an. Gabrielle wacht im Beisein von Zach auf und geht vorerst davon aus, mit Zach geschlafen zu haben. Nachdem Zach es Ian gleichtun will und auch Gabrielle einen Heiratsantrag macht, macht Gabrielle ihm endgültig klar, dass sie nichts von ihm möchte. Stattdessen nähert Gabrielle sich wieder Carlos an. Orson überlebt den Sturz vom Krankenhausdach problemlos. Jedoch stürzt auch Alma von ihrem Dach und stirbt dabei. Gloria verschafft sich Zugang zu Bree, die aufgrund ihres Sturzes im Bett liegt. Sie will Bree schließlich umbringen und es wie bei ihrem Ex-Mann wie Selbstmord aussehen lassen. Doch Andrew und Orson kommen Bree zu Hilfe und retten sie. Gloria hat daraufhin einen Schlaganfall und wird bis auf ihr Gesicht querschnittsgelähmt, ohne dass sie sich äußern kann. Almas Leiche wird von Ida gefunden, und durch einen Brief von Orson mit beigelegten Beweismitteln entschuldigt sich Detective Ridley schließlich bei Mike für seine Verdächtigungen. Orson ist froh, dass der Spuk vorbei ist, und freut sich auf gemeinsame Flitterwochen mit Bree.        |           |                             |                                   |                      |                                        |                                     |                                          |
| 63 | 16        | Männer sind Schweine        | My Husband, the Pig               | 4. März 2007         | 18. Juni 2007                          | Larry Shaw                          | Brian Alexander                          |
| Diese Folge hat ihr Hauptaugenmerk auf die männlichen Bewohner der Whisteria Lane. Carlos muss sein Date abbrechen, nachdem er Edies Sohn Travers unbeaufsichtigt aufgefunden hat. Toms Hochzeitstag mit Lynette steht an. Er hat eine Überraschung organisiert, dass Lynette von einer Limousine in den Wald gefahren wird und Tom dort auf sie wartet. Jedoch sagt Tom den Fahrdienst ab, nachdem er gemerkt hat, wie fertig Lynette ist. Der Fahrdienst geht jedoch trotzdem seinen Diensten nach und Lynette muss stundenlang im nächtlichen Wald ausharren. Mike bekommt heraus, dass Mike vor der Nacht seines Unfalls Susan einen Heiratsantrag machen wollte und Ian dies erfahren hat. Doch aufgrund einer verlorenen Wette muss Mike Stillschweigen gegenüber Susan bewahren. Bevor Orson seiner Frau in die Flitterwochen nachreisen will, bekommt sie von Andrew und Danielle die Nachricht, dass Danielle von Austin schwanger sei. Orson überlegt sich eine Taktik, dass Danielles Schwangerschaft nie ans Licht kommt, und nimmt sie mit in die Flitterwochen. Austin wird von Orson und Andrew gezwungen, die Stadt zu verlassen, und nimmt ein letztes Mal Abschied von Julie. Der Bürgermeisterkandidat Victor Lang lernt bei einem Autounfall Gabrielle Solis kennen und bittet sie um ein Rendezvous. |           |                             |                                   |                      |                                        |                                     |                                          |
| 64 | 17        | Kleider machen Leute        | Dress Big                         | 8. Apr. 2007         | 2. Juli 2007                           | Matthew Diamond                     | Kevin Etten, Susan Nirah Jaffe           |
| Susan ist nicht begeistert, als Ians Eltern sie nur mit einem Ehevertrag akzeptieren wollen. Doch nachdem Susan das Geheimnis von Ians Vater entdeckt hat, weiß sie sich zu helfen. Gabrielle nähert sich Victor an und entdeckt in seiner Villa den riesigen Kleiderschrank von Victors Exfrau. Doch mit dem Anziehen dieser Kleider weckt Gabrielle schlechte Erinnerungen bei Victor. Lynette ist geschockt, als sie Tom in der Pizzeria bewusstlos auffindet. Tom hatte einen Bandscheibenvorfall und ist erst einmal arbeitsunfähig. Nun heißt es für Lynette, das Restaurant allein zu führen. Edie nähert sich an den zunächst abweisenden Carlos an und schickt dafür sogar ihr Kind vor. Doch erst, als Edie sich vor Carlos in ihrer Nacktheit offenbart, findet sie auch bei Carlos Zuneigung. |           |                             |                                   |                      |                                        |                                     |                                          |
| 65 | 18        | Leidenschaftlich            | Liaisons                          | 15. Apr. 2007        | 9. Juli 2007                           | David Grossman                      | Alexandra Cunningham, Jenna Bans         |
| Susan merkt, wie schwer es Ian fällt mit Mike in einer Nachbarschaft zu wohnen. Nachdem Gabrielle mit Victor geschlafen hat, missfällt es Gabrielle, dass Victor sich nicht mehr bei ihr meldet. Daraufhin zieht Gabrielle ihre Konsequenzen. Edie und Carlos bemerken, wie schlecht sie miteinander schlafen können. Bei einem zweiten Versuch schaffen beide es. Lynette ist völlig überfordert, die Pizzeria allein zu führen. Es bewirbt sich schließlich Rick Coletti als Geschäftsführer, jedoch hat dieser eine Drogenvergangenheit und Tom möchte ihn nicht in seinem Geschäft haben. Dennoch stimmt Lynette seiner Arbeit zu. Karen hat ebenfalls Probleme mit den Scavos, nachdem sie ihren Babysitterjob kündigen will, als Tom unverschämt zu ihr wurde. Als Tom sich schließlich bei ihr entschuldigt, ist für Karen jedoch alles wieder gut. Schließlich fängt Karen ein Gespräch mit ihrem verstorbenen Exmann an, der in ihrer Kühltruhe aufbewahrt wird. |           |                             |                                   |                      |                                        |                                     |                                          |
| 66 | 19        | Stromausfall                | God, That's God                   | 22. Apr. 2007        | 16. Juli 2007                          | Larry Shaw                          | Josh Senter, Dahvi Waller                |
| Susan versucht Mike mit einer Bekannten zu verkuppeln, doch dies erweist sich als Reinfall. Susan erträgt es nicht mehr, sich zwischen Mike und Ian entscheiden zu müssen. Victor muss mit Verlusten rechnen, nachdem die Presse Aufnahmen des Fahrstuhlvideos freigegeben hat, die Victor mit Gabrielle beim Geschlechtsverkehr zeigen. Doch Gabrielle schafft es, die schlechte Presse durch eine Liebesgeschichte mit Hochzeitsplänen in eine gute Schlagzeile zu verwandeln. Tom erträgt es nicht, dass das Interesse an der Pizzeria seit Ricks Beschäftigung im Scavos zunehmend wächst. Hinzu kommt noch, dass Rick scheinbar Interesse an Lynette hat. Edie nutzt ihren Beruf als Maklerin aus, um mit Carlos in diversen Häusern die Nächte zu verbringen. Nach einem Stromausfall bricht Karen in Panik aus, da ihr toter Ehemann in der Tiefkühltruhe verwesen könnte. Als sie daraufhin ins Krankenhaus muss, funktioniert der Strom wieder und Karen ist beruhigt. Jedoch bekommt die Truhe einen Kurzschluss, und durch den Gestank findet Karens Freundin Ida die Leiche. Karen wird festgenommen. |           |                             |                                   |                      |                                        |                                     |                                          |
| 67 | 20        | Klatsch                     | Gossip                            | 29. Apr. 2007        | 23. Juli 2007                          | Wendey Stanzler                     | Joey Murphy, John Pardee                 |
| Ian löst sich von Susan, nachdem ihm endgültig klar wurde, dass Susans Herz für Mike bestimmt ist. Doch Mike hat die Whisteria Lane schon längst verlassen. Nachdem Gabrielle von der Beziehung zwischen Edie und Carlos erfahren hat, fordert sie ihre Freundinnen auf, Edie zu meiden. Jedoch lockt Edie sie mit geschickten Geschäftsangeboten, die Lynette und Susan zusagen. Tom bekommt von seiner Tochter Kayla den Floh ins Ohr gesetzt, dass Lynette eine Affäre mit Rick Coletti haben könnte. Tom wird allmählich skeptisch. Karen wird von der Nachbarschaft missachtet und ihr Haus wird von Vandalen beschädigt. Allein Parker Scavo hält zu ihr. Dieser rät ihr die Wahrheit über den Tod ihres Mannes zu erzählen, wie sie es auch ihm erzählt hat. Nachdem die Bewohner erfahren haben, dass Karen menschlich gehandelt hat, bekommt Karen ihren Babysitterjob und ihre Anerkennung von den Nachbarn in kleinen Schritten wieder. |           |                             |                                   |                      |                                        |                                     |                                          |
| 68 | 21        | Opfer                       | Into The Woods                    | 6. Mai 2007          | 30. Juli 2007                          | David Grossman                      | Alexandra Cunningham                     |
| Susan will Mike auf einem Berg suchen, um ihn für sich zurückzugewinnen. Jedoch verläuft sie sich vollkommen planlos. Schließlich wird sie von Mike gerettet. Gabrielle glaubt mit dem Wahlsieg ihres Verlobten Privilegien genießen zu können, doch sie merkt, dass nicht alle Dinge mit Kontakten zu lösen sind. Nachdem die Pizzeria der Scavos ausgeraubt wurde, sieht Tom Lynette zusammen mit Rick auf dem Überwachungsband essen. Tom packt der Zorn und er fordert Rick auf, zu kündigen. Travers’ Vater kommt nach Fairview, um seinen Sohn zurückzuholen. Als Edie jedoch merkt, dass Carlos nur wegen Travers an ihrer Seite weilt, will Edie unter allen Umständen das geteilte Sorgerecht. Doch Edies Plan geht nicht auf und Travers geht zurück zu seinem Vater. |           |                             |                                   |                      |                                        |                                     |                                          |
| 69 | 22        | Die Frage aller Fragen      | What Would We Do Without You?     | 13. Mai 2007         | 6. Aug. 2007                           | Larry Shaw                          | Bob Daily                                |
| Susan und Gabrielle streiten sich um ihren Hochzeitstermin, da beide am gleichen Tag ihre Hochzeit geplant haben. Eine mögliche Lösung, dass beide zusammen heiraten, scheitert an Victor, der dies als schlechte Presse deutet. Dadurch wird Gabrielle klar, dass die Hochzeit ein PR-Schachzug von Victor ist. Lynette bekommt von ihrem Arzt die Diagnose eines Lymphoms und hat Angst, dass sie ihre Kinder nicht weiter aufwachsen sehen wird. Nachdem Carlos sich von Edie getrennt hat, kann Edie ihn mit der Möglichkeit Kinder zu bekommen zurück zu sich holen. |           |                             |                                   |                      |                                        |                                     |                                          |
| 70 | 23        | Hochzeitsfieber             | Getting Married Today             | 20. Mai 2007         | 13. Aug. 2007                          | David Grossman                      | Joe Keenan, Kevin Murphy                 |
| Susan bereitet zusammen mit Julie eine heimliche Hochzeitsfeier für Mike vor. Schließlich heiraten beide romantisch in der Natur. Auch Gabrielle heiratet Victor, jedoch muss sie kurz nach der Hochzeit feststellen, dass Victor sie nur für seine politische Macht benutzt. Lynettes Mutter Stella kommt nach Fairview, um die krebskranke Lynette zu unterstützen. Allerdings ist dies Lynette nicht ganz recht. Bree kommt mit Orson zurück nach Fairview und spielt ihren Freundinnen ihre Schwangerschaft vor. Die wahre Schwangere Danielle ist währenddessen in einem Kloster in der Schweiz. Nachdem Carlos davon erfahren hat, dass Edie ihre Anti-Baby-Pille noch nicht abgesetzt hat, trennt er sich von Edie. Diese greift zu drastischen Maßnahmen und beginnt sich zu erhängen. |           |                             |                                   |                      |                                        |                                     |                                          |

### Episodenbesonderheiten
| Nr. | Episode                                                | Besonderheit |
| --- | ------------------------------------------------------ | --- |
| 1   | Der große Regen (Listen to the Rain of the Roof)       | Erste Folge der dritten Staffel. Orson Hodge ist ab dieser Folge im Hauptcast vertreten und ist der große Protagonist des Staffelgeheimnisses. Die Rollen Alma Hodge, Ian Hainsworth, Carolyn Bigsby, Monique Polier und Kayla Huntington werden in dieser Folge eingeführt. |
| 2   | Das perfekte Paar (It Takes Two)                       | Xiao-Mei ist ein letztes Mal in der Serie zu sehen. Einführung der Rollen Austin McCann und Detective Ridley. |
| 3   | Ein Wochenende auf dem Land (A Weekend in the Country) | John Rowland (Jesse Metcalfe), hat in dieser Folge einen Gastauftritt, nachdem er in Staffel 1 zum Hauptcast gehörte. |
| 4   | Die geheime Geschichte (Like It Was)                   | Einführung der Rolle Myron Katzburg. |
| 5   | Sabotage (Nice She Ain't)                              | |
| 6   | Sweetheart, I Have to Confess (Die Beichte)            | Tish Atherton ist ein letztes Mal in der Serie zu sehen. |
| 7   | Bang! (Peng!)                                          | Erste Katastrophenfolge. Nora Huntington und Carolyn Bigsby sterben in dieser Folge und scheiden somit aus der Serie aus, Nora taucht jedoch noch als Geist in der finalen Folge auf. Einführung der Folge Art Shepherd. Mary Alice tritt in dieser Folge zum einzigen Mal in dieser Staffel schauspielerisch auf. |
| 8   | Children and Art (Die Welt der Kinder)                 | Einzige Episode der Staffel, in der Richard Burgi als Karl Mayer auftritt. Betty Murphy als Alberta Fromme hat in dieser Folge ihren letzten Auftritt, und Gloria Hodge taucht zum ersten Mal auf. |
| 9   | Beautiful Girls (Biester)                              | |
| 10  | The Miracle Song (Eskalation)                          | Art Shepherd ist in dieser Folge ein letztes Mal zu sehen. |
| 11  | No Fits, No Fights, No Feuds (Unmoralische Absichten)  | Paul Young kehrt ab dieser Folge für einen kurzen Gastauftritt zurück. Brees Bauch ist aufgrund der Schwangerschaft von Marcia Cross in der gesamten Folge verdeckt worden. Die Wohnzimmerszene musste aufgrund von Cross’ Zwillingsgeburt sogar in ihrer umdekorierten Villa gedreht werden. Die schlussendliche Zusammenfassung leitete nicht Mary Alice ein, sondern in dieser Folge Alma infolge eines Gesprächs mit Edie. |
| 12  | Not While I'm Around (Heimliche Liebschaften)          | Zach Young taucht in dieser Folge für einen Gastauftritt wieder auf. |
| 13  | Come Play Wiz Me (Hinterlistig)                        | Dr. Lee Craig sowie Ed Ferrara haben in dieser Folge ihren letzten Auftritt. |
| 14  | I Remember That (Tödliche Vergangenheit)               | Beachtlich viele Fakten um das Geheimnis vom Orson werden in dieser Folge aufgedeckt. |
| 15  | The Little Things You Do Together (Teuflisch)          | Vorzeitige Auflösung des Staffelgeheimnisses aufgrund von Marcia Cross’ Schwangerschaft. Alma Hodge stirbt in dieser Folge und Gloria Hodge taucht zum letzten Mal in der Serie auf. |
| 16  | My Husband, the Pig (Männer sind Schweine)             | Bree wird in dieser Folge aufgrund ihrer Schwangerschaft von einem Double verkörpert. Diese Folge dreht sich hauptsächlich um die Männer in der Wisteria Lane. Außerdem treten Edies Sohn Travers McLain und Fairviews Bürgermeister Victor Lang zum ersten Mal in der Serie auf. |
| 17  | Dress Big (Kleider machen Leute)                       | Ab dieser Folge bis zum Ende der Staffel fungiert Edie Britt als eine der vier Haupthausfrauen, nachdem Marcia Cross alias Bree Hodge pausieren musste. |
| 18  | Liaisons (Leidenschaftlich)                            | Einführung der Rolle Rick Coletti. |
| 19  | God, That’s God (Stromausfall)                         | Karen bekommt in dieser Folge ihre erste, große, eigene Storyline. |
| 20  | Gossip (Klatsch)                                       | Ian Hainsworth ist in dieser Folge ein letztes Mal zu sehen. Jordana Geist, ein Charakter der ersten Staffel, hat in dieser Folge einen Gastauftritt. |
| 21  | Into The Woods (Opfer)                                 | |
| 22  | What Would We Do Without You? (Die Frage aller Fragen) | Lillian Simms ist in dieser Folge zum ersten Mal zu sehen, nachdem sie bereits in der Pilotfolge erwähnt wurde. In Staffel 4 nimmt Lillians Person einen großen Teil des Staffelgeheimnisses ein. |
| 23  | Getting Married Today (Hochzeitsfieber)                | Drittes Staffelfinale. Milton Lang und Stella Wingfield haben in dieser Folge ihren ersten Auftritt. |

### Staffelgeheimnis: Die Vergangenheit von Orson Hodge
Das große Geheimnis der dritten Staffel von Desperate Housewives betrifft die mysteriöse Vergangenheit von Orson Hodge und das mysteriöse Verschwinden seiner Frau Alma. Die Auflösung des Geheimnisses ist im Hauptartikel zu finden.
Hier ist aufgelistet, welche Fakten über das Geheimnis in der Staffel gelüftet werden.
| Folge              | Entdeckung |
| ------------------ | --- |
| Vorherige Staffel: | Orson überfährt Mike Delfino, welcher daraufhin im Koma liegt. |
| 1                  | Alma Hodge war unglücklich in der Ehe mit Orson und wollte sich trennen. |
| 1                  | Nachdem Orson davon erfahren hat, war Alma auf mysteriöser Weise verschwunden. |
| 1                  | Nachdem Carolyn Bigsby den Ausruf von Almas Papagei „Nein, Orson, Nein!“ gehört hat, glaubt sie, dass Orson Alma getötet habe. |
| 1                  | Der große Regen spült eine vergrabene Leiche an die Oberfläche |
| 2                  | Orson hat nach Almas Verschwinden sämtliche DNA seiner Frau verschwinden lassen. |
| 2                  | Die Leiche, die gefunden wurde, ist eine gewisse Monique, die mit Orson in Kontakt stand. |
| 5                  | Orson reagiert besonders betroffen auf das Thema Selbstmord. |
| 5                  | Monique Polier hatte vor ihrem Tod Mikes Telefonnummer auf ihre Hand geschrieben. |
| 6                  | Alma hat Orson wegen Körperverletzung angezeigt. |
| 6                  | Sowohl Orson als auch Harvey Bigsby hatten eine Affäre mit Monique Polier, welche als Stewardess gearbeitet hat. |
| 6                  | Mike hatte wohl ein inniges Verhältnis mit Monique Polier. |
| 8                  | Orsons Mutter Gloria ist beteiligt an Orsons großem Geheimnis. |
| 10                 | Alma Hodge wurde nicht umgebracht, sondern lebt. |
| 10                 | Orson Hodge war mit 17 einige Monate in einer Nervenheilanstalt. |
| 11                 | Orson und Alma heirateten nur, weil Alma schwanger war. Nachdem Alma eine Fehlgeburt erlitten hatte, schottete sich Orson immer mehr von ihr ab. Alma wollte sich schließlich von ihm trennen (Folge 1), weil sie von seiner Affäre erfahren hatte und hoffte, dass er ihr darurch Beachtung schenkt, aber Orsen interessierte sich nicht dafür. |
| 11                 | Alma wollte, dass alle denken, Orson hätte sie ermordet. |
| 12                 | Alma hat mehrere Zähne aufbewahrt. |
| 13                 | Die Zähne aus Almas Haus stammen von Monique. |
| 14                 | Mike wurde von Monique als Klempner für ihre defekte Spüle engagiert. |
| 14                 | Da Monique keinen Zettel fand, notierte sie sich Mikes Nummer auf ihrer Hand. |
| 14                 | Mike musste noch einmal weg, um ein Ersatzteil zu holen. Als er zurückkehrte, überraschte er Orson, der bei Monique war. |
| 14                 | Mike ist nicht Moniques Mörder. |
| 14                 | Bree ist entsetzt von dem Geheimnis, das Orson ihr erzählt hat. |
| 15                 | Auflösung: Vor vielen Jahren lernte Orson Alma kennen, die von ihm schwanger wurde. Da Orson aus einer sehr religiösen Familie kommt, wurde er von seiner Mutter Gloria zur Hochzeit gezwungen. Jedoch erlitt Alma eine Fehlgeburt, und Orson war in einer Ehe ohne Liebe gefangen. Eines Tages lernte er Monique kennen und verliebte sich in sie. Mit ihr begann er eine Affäre, von der Alma nach einiger Zeit erfuhr. Um ihn für seine Untreue zu bestrafen, verschwand sie und zog zu ihrer tauben Tante nach Kanada. Daraufhin geriet Orson unter Mordverdacht, konnte aber nie überführt werden. Voller Freude über seine nun endlich erlangte Freiheit ging Orson zu Monique, um mit ihr zu feiern. Monique war jedoch bereits von Orsons Mutter umgebracht worden, die den Ehebruch nicht tolerieren wollte. Orson half daraufhin wegen seines schlechten Gewissens seiner Mutter und vergrub mit ihr zusammen Moniques Leiche. Zuvor zog Gloria ihr noch alle Zähne, damit sie nicht identifiziert werden konnte. Danach steckte Orson seine Mutter in ein Heim und brach den Kontakt ab. Da Mike in der Mordnacht bei Monique das Waschbecken reparieren wollte und Orson in dieser Nacht sah, bekam Orson es mit der Angst zu tun, dass Mike ihn mit dem Mord in Verbindung bringen könnte. Also lauerte Orson ihm auf und überfuhr ihn, woraufhin Mike ins Koma fiel. |

### Flashbacks in der Serie
In der Staffel treten häufig Erinnerungen an frühere Ereignisse in Erscheinungen. Neben den erwähnten Flashback-Episoden im Hauptartikel, wo die ganze Folge auf diese Flashbacks basiert, sind hier alle Flashbacks der zweiten Staffel aufgelistet, an die sich die Rollen erinnern. In Flashbacks treten meist auch tote Charaktere als Gastrolle auf.
| Folge | Person        | Erinnerung | Gastrolle                          |
| ----- | ------------- | --- | ---------------------------------- |
| 6     | Mike Delfino  | Als Edie Mike im Krankenhaus mit einem Dessous verführen will, hat der unter Amnesieleidende Mike ein plötzliches Deja-Vu und sieht Monique Polier in einem ähnlichen Dessous verführerisch vor ihm stehen. | Monique Polier (†)                 |
| 7     | Lynette Scavo | Lynette träumt wie jede Nacht davon, wie sie zum letzten Mal mit Mary Alice gesprochen hat, bevor diese Selbstmord beging. Lynette hat ein schlechtes Gewissen, da sie nicht bemerke, wie schlecht es ihrer Freundin ging. Am Ende der Folge träumt Lynette von einer alternativen Handlung des Traumes, wo Mary Alice ihr sagt, dass sie ihr nicht helfen könne. Danach träumt Lynette nie wieder von Mary Alice. | Mary Alice Young (†S01)            |
| 11    | Alma Hodge    | Kurz bevor Alma sich Bree vorstellen wollte, hatte sie einen Flashback von der Anfangszeit mit Orson und wie ihre Flucht, die in der ersten Folge so abrupt endete, weiterging. Man sah, dass Orson und Alma nur aufgrund ihrer Schwangerschaft heirateten, Alma das Kind jedoch verlor. Orson schottete sich danach immer mehr von ihr ab. Alma wollte sich schließlich von ihm trennen, weil sie von seiner Affäre erfuhr und hoffte, dass er ihr dadurch Beachtung schenkt, jedoch bleibt Orson abweisend.                                                                  |                                    |
| 14    | Mike Delfino  | Durch eine Hypnosetherapie erinnert sich Mike wieder an vieles aus seiner Vergangenheit. So sieht man, wie Mike in die Whisteria Lane zog, Besuch von seinen neuen Nachbarn Lynette und Tom bekam und Susan zusammen mit Gabrielle zum ersten Mal auf der Straße sah. Schließlich erinnert Mike sich an die Nacht, in der Monique ermordet wurde. In seiner Erinnerung wird aufgedeckt, dass Monique sich Mikes Namen aufgrund des Klempnerauftrags auf die Hand schrieb und Mike Orson bei Monique zuhause überrascht hat, nachdem er kurze Zeit die Wohnung verlassen hatte. | Monique Polier (†)                 |
| 15    | Orson Hodge   | Bei seinem Sturz vom Krankenhausdach sieht Orson vor seinem inneren Auge die Nacht, die Moniques Leben beendet hat. Gloria brachte sie um, und weil sie ihren Sohn erpresste, half er ihr, die Leiche zu vergraben. Später hat Orson nochmals einen Flashback, der zeigte, wie er seinen Vater tot auffand, nachdem dieser vermeintlich Selbstmord begangen hatte. | Monique Polier (†) Edwin Hodge (†) |

### Todesfälle der Staffel
| Folge | Person           | Art des Todes    | Handlung |
| ----- | ---------------- | ---------------- | --- |
| 7     | Nora Huntington  | Schussverletzung | Nora wird beim Amoklauf im Supermarkt von Carolyn Bigsby erschossen, als Carolyn von Lynette erfährt, dass Nora sich an Lynettes Ehemann Tom herangemacht hat. |
| 7     | Carolyn Bigsby   | Schussverletzung | Nachdem Carolyn Nora Huntington umgebracht hat und die Waffe auf Lynette gerichtet hat, gelingt es Art Shepherd, Carolyn die Waffe aus den Händen zu reißen. Sie wird daraufhin mit ihrer Waffe von einer unbekannten Geisel erschossen. |
| 10    | Rebecca Shepherd | Herzstillstand   | Nachdem die Anwohner der Whisteria Lane eine Demonstration gegen Arts Pädophilie veranstaltet haben, erleidet die krebskranke Rebecca einen durch Stress ausgelösten Herzstillstand und wird ins Krankenhaus gebracht, wo sie schließlich stirbt. |
| 13    | Jane Hainsworth  | Herzversagen     | Nachdem Jane bei einem Reitunfall verunglückte, lag sie einige Jahre im Koma. Sie starb, nachdem ihr Zustand schlechter wurde und ihr Herz aufhörte zu schlagen. |
| 15    | Alma Hodge       | Dachsturz        | Nachdem Gloria Alma auf ihrem Dachboden eingesperrt hat, verschaffte sich Alma einen Weg in die Freiheit und gelangt aufs Dach. Als sie Danielle Van de Kamp sah, versucht sie, auf sich aufmerksam zu machen. Jedoch bemerkt Danielle es nicht und Alma stürzte daraufhin vom Dach und starb. Am nächsten Tag wurde ihre Leiche von Ida Greenberg gefunden. |